# 弗兰蒂舍克·托卡尔
弗兰蒂舍克·托卡尔（1925年5月25日—1993年10月29日），捷克斯洛伐克男子乒乓球运动员。他曾获得5枚世界乒乓球锦标赛金牌，2枚银牌和3枚铜牌。